# Massariosphaeria palustris
Massariosphaeria palustris är en svampart som först beskrevs av E. Müll., och fick sitt nu gällande namn av Leuchtm. 1984. Massariosphaeria palustris ingår i släktet Massariosphaeria, ordningen Pleosporales, klassen Dothideomycetes, divisionen sporsäcksvampar och riket svampar.   Inga underarter finns listade i Catalogue of Life.